# Touranisme

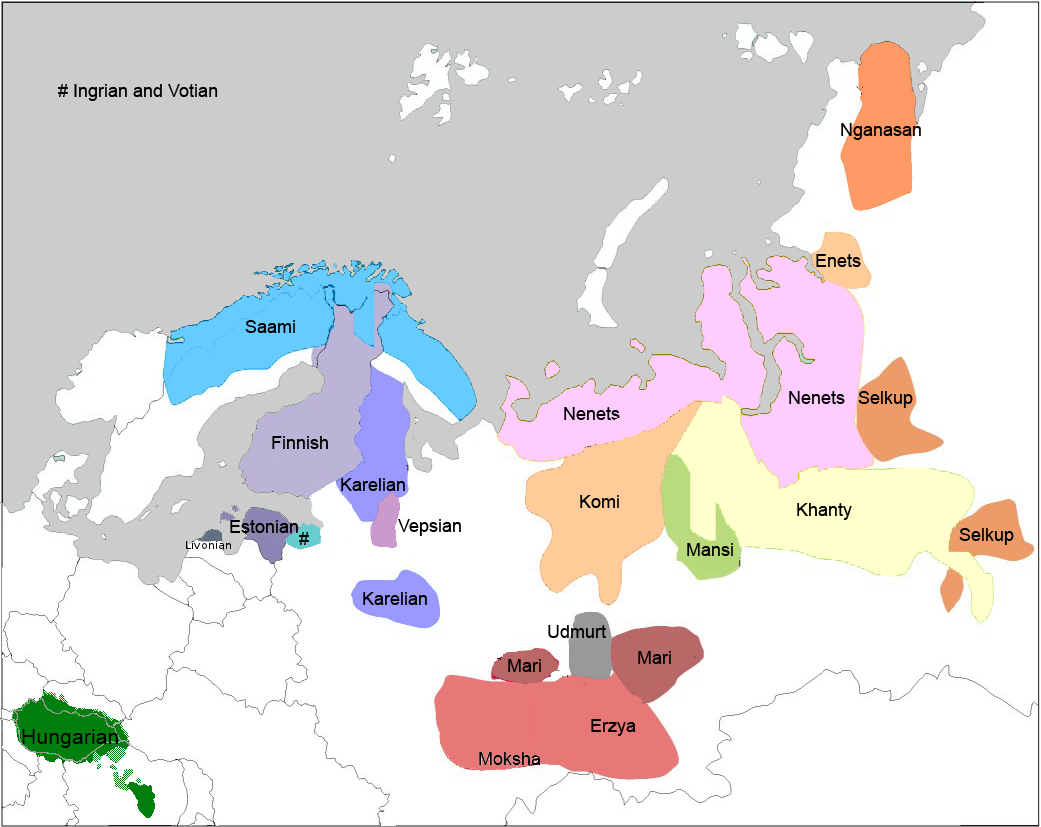
Distribution des peuples de langues ouraliennes.

Le touranisme ou pantouranisme est un courant idéologique politique dont le but est l'union des peuples de langues altaïques et finno-ougriennes au sein d'une entité nommée Touran. Le touranisme est basé sur une origine commune aux deux groupes linguistiques et, par extension, d'un « super-groupe » ouralo-altaïque.
Le linguiste allemand Max Müller a proposé en 1861 l'idée d'une « famille » de langues touraniennes qui auraient été parlées par des populations nomades d'Asie. Celle-ci est distincte des langues sémitiques, tels l'arabe et l'hébreu, ainsi que de l'indo-européen, parlé par les Aryens, lesquels étaient des sédentaires vivant de l'agriculture. Müller explique l'absence dans le touranien de nombreux traits normalement communs à une famille de langues par la particularité du mode de vie des populations nomades, où les structures terminologiques et grammaticales n'ont pas pu être établies une fois pour toutes par une génération de locuteurs, comme ce fut le cas avec les populations sédentaires des groupes aryens et sémitiques.
L'idée d'une grande famille linguistico-génétique a été reprise par les nationalistes turcs, tel Ziya Gökalp pour qui les peuples turcs formeraient une entité politique s'étendant du Bosphore aux montagnes de l'Altaï dans l'Est de l'Asie.
Le touranisme hongrois a émergé comme mouvement politique en Hongrie à la fin du XIXe siècle.
Vers 1920, le mouvement s'est répandu en Hongrie et au Japon, deux peuples qui dériveraient d'une souche commune. Cette théorie a alimenté le nationalisme japonais durant la première moitié du XXe siècle.
Plus récemment, le touranisme a resurgi en Hongrie dans les milieux d'extrême droite (Jobbik), voire au sein de la droite traditionnelle.